# Симбирисхеви
Симбирисхеви — река в России, протекает в Цунтинском районе республики Дагестан. Длина реки составляет 33 км. Площадь водосборного бассейна — 276 км².
Начинается на склоне горы Дуруджис-Теви Богоского хребта. Течёт в общем восточном направлении по долине, поросшей сосново-берёзовым лесом. Устье реки находится в 22 км по правому берегу реки Хзанор.
Основные притоки — Руджупттляр (лв), Нуцурако (пр, в 5,6 км от устья), Моуравлецкали (пр), Халдилякатляр (лв), Беходисхеви (пр), Хочитытляр (лв), Якитпытляр (пр).

## Данные водного реестра
По данным государственного водного реестра России относится к Западно-Каспийскому бассейновому округу, водохозяйственный участок реки — Сулак от истока до Чиркейского гидроузла. Речной бассейн реки — Терек.
Код объекта в государственном водном реестре — 07030000112109300000858.